# Guestroom
| Оценки критиков | Оценки критиков |
| Источник        | Оценка          |
| --------------- | --------------- |
| AllMusic        | [ 1 ]           |
| Exclaim!        | Mixed           |

Guestroom — четвёртый студийный альбом американской инди-поп группы Ivy. Он был выпущен 10 сентября 2002 года лейблами Minty Fresh и Unfiltered Records. В отличие от предыдущих альбомов группы, альбом полностью состоял из кавер-версий, без какого-либо нового материала. Некоторые песни, вошедшие в альбом, ранее были выпущены в качестве би-сайдов к синглам группы.
С альбома Guestroom было выпущено два сингла. Ведущий сингл «Digging Your Scene» (песня группы The Blow Monkeys 1986 года) был ранее записан для предыдущего студийного альбома Ivy Long Distance (2001), но обновлённая версия вошла в этот альбом как сингл. «Let’s Go to Bed» (песня группы The Cure 1982 года) был выпущен последним синглом с альбома в конце 2002 года. Другая песня, «I Guess I’m Just a Little Too Sensitive», также была ранее записана для их дебютного мини-альбома Lately.
После выхода альбома Guestroom получил в основном положительные отзывы музыкальных критиков, которые высоко оценили кавер-версии, вошедшие в альбом. Вокал Доминика Дюрана также был отмечен как «тонкий» и «тёплый».
Японское издание альбома Guestroom было переиздано в США лейблом Minty Fresh 18 апреля 2015 года.

## Отзывы
Альбом получил в целом положительные отзывы музыкальной критики и интернет-изданий.
Маккензи Уилсон из AllMusic похвалила Айви за "божественный выбор песен, особенно «I Don’t Know Why I Love You», добавив, что «Guestroom — это дополнительный бонус как для новых, так и для старых поклонников». В неоднозначной рецензии Ноэль Дикс из Exclaim! заявил, что «к сожалению, это не продолжение потрясающего альбома Long Distance», но позже добавил, что "настоящая прелесть Guestroom — это потрясающая обработка «Be My Baby».

## Список композиций
Все треки спродюсированы Энди Чейзом и Адамом Шлезингером, за исключением «Be My Baby», которую также спродюсировал Гэри Маурер.
| №                   | Название                                  | Автор(ы)                                  | Оригинальный исполнитель | Длительность |
| ------------------- | ----------------------------------------- | ----------------------------------------- | ------------------------ | ------------ |
| 1.                  | «Let’s Go to Bed»                         | Лол Толхерст Роберт Смит                  | The Cure                 | 4:16         |
| 2.                  | «Kite»                                    | Nick Heyward                              | Nick Heyward             | 3:13         |
| 3.                  | «Say Goodbye»                             | Shivika Asthana Keith Gendel Tony Goddess | Papas Fritas             | 3:40         |
| 4.                  | «Streets of Your Town»                    | Robert Forster Grant McLennan             | The Go-Betweens          | 3:37         |
| 5.                  | «I Don't Know Why I Love You»             | Guy Chadwick                              | The House of Love        | 2:48         |
| 6.                  | «Only a Fool Would Say That»              | Дональд Фейген Walter Becker              | Steely Dan               | 3:00         |
| 7.                  | «Digging Your Scene»                      | Robert Howard                             | The Blow Monkeys         | 3:40         |
| 8.                  | «L’Anamour»                               | Серж Генсбур                              | Serge Gainsbourg         | 2:36         |
| 9.                  | «Be My Baby»                              | Джефф Барри Элли Гринвич Фил Спектор      | The Ronettes             | 4:41         |
| 10.                 | «I Guess I’m Just a Little Too Sensitive» | Эдвин Коллинз                             | Orange Juice             | 4:11         |
| Общая длительность: | Общая длительность:                       | Общая длительность:                       | Общая длительность:      | 35:42        |

| №                   | Название            | Автор(ы)                       | Оригинальный исполнитель | Длительность |
| ------------------- | ------------------- | ------------------------------ | ------------------------ | ------------ |
| 11.                 | «Let’s Go to Bed»   | Laurence Tolhurst Robert Smith | The Cure                 | 4:07         |
| 12.                 | «Cruel»             | Падди Макалун                  | Prefab Sprout            | 4:20         |
| Общая длительность: | Общая длительность: | Общая длительность:            | Общая длительность:      | 44:09        |